# Bachelor of business administration
Pour les articles homonymes, voir Bachelor, BAA et BBA.
Le Bachelor of Business Administration (BBA)  est un diplôme universitaire de premier cycle en gestion des affaires dans les pays anglo-saxons que l'on obtient généralement dans une école de commerce.  Dans la plupart des universités, les étudiants obtiennent ce diplôme après trois années d'études. 

## Canada
Les anglophones du Canada utilisent le terme Bachelor of Business Administration (BBA), alors que les francophones utilisent le terme de baccalauréat en administration des affaires (B.A.A.), pour désigner le même diplôme. Le programme de BBA ou B.A.A. comprend des cours relatifs à la gestion des affaires en général, mais également des cours plus spécifiques liés à un domaine particulier de la gestion,,. La plupart de ces sujets peuvent faire l'objet d'une spécialisation.

## États-Unis
Aux États-Unis, le BBA est conçu pour donner aux étudiants une connaissance globale des différents départements d'une organisation et de leurs interrelations, tout en leur permettant de se spécialiser dans un domaine en particulier. Le programme aborde donc de nombreux sujets fondamentaux, notamment la comptabilité, les sciences économiques, la finance, la gestion des ressources humaines, le management des systèmes d'information (on parle aussi parfois de technologies de l'information ou TI), le marketing, la gestion des opérations et de la logistique, les techniques quantitatives de gestion (statistiques, recherche opérationnelle), le management stratégique et l'éthique des affaires,.

## Royaume-Uni
Au Royaume-Uni, le programme de BBA amène les étudiants à développer des compétences pratiques, des habiletés de communication et une bonne aptitude à la prise de décision. Cette formation pratique s'effectue notamment à l'aide d'études de cas, de projets, de présentations et de stages en entreprise.